# Augustin de Saint-Marceaux
Pour les articles homonymes, voir Saint-Marceaux.
Augustin de Saint-Marceaux, né à Paris le 4 mars 1790 et mort au château de Limé (Aisne) le 1er avril 1870, est un fondateur d'une maison de champagne et un homme politique rémois.

## Biographie
Né d'Henri Paul Joseph de Paul, seigneur de Saint-Marceaux, commissaire des guerres, gouverneur des pages de l'écurie du comte d'Artois, et d'Amélie Elisabeth Desplasses de Saulcy, Augustin Marie Guillaume de Paul de Saint-Marceaux, fondateur en 1831 d'une maison de vins de Champagne, fut adjoint au maire de Reims en 1832, maire du 19 janvier 1835 au 29 octobre 1837, puis le 19 décembre 1839, et du 11 mars 1841 au 19 mai 1845. Il encouragea les lettres et sciences, réorganisa le musée des Beaux-Arts et la Bibliothèque municipale, s'intéressa en particulier à la botanique et à l'archéologie préhistorique.

## Mémoire
Chevalier de la Légion d'honneur, il épousa à Reims en 1810 Charlotte Félicité de Sons (1791-1857). Il repose au cimetière du Nord sous cette épitaphe : Rheims que j'ai aimé de toutes les forces de mon intelligence, reçois mes cendres et mon nom parmi tes morts. Le Boulevard Saint-Marceaux lui rend hommage.
Marié à Charlotte Félicité de Moÿ de Sons, il est le grand-père du sculpteur René de Saint-Marceaux.

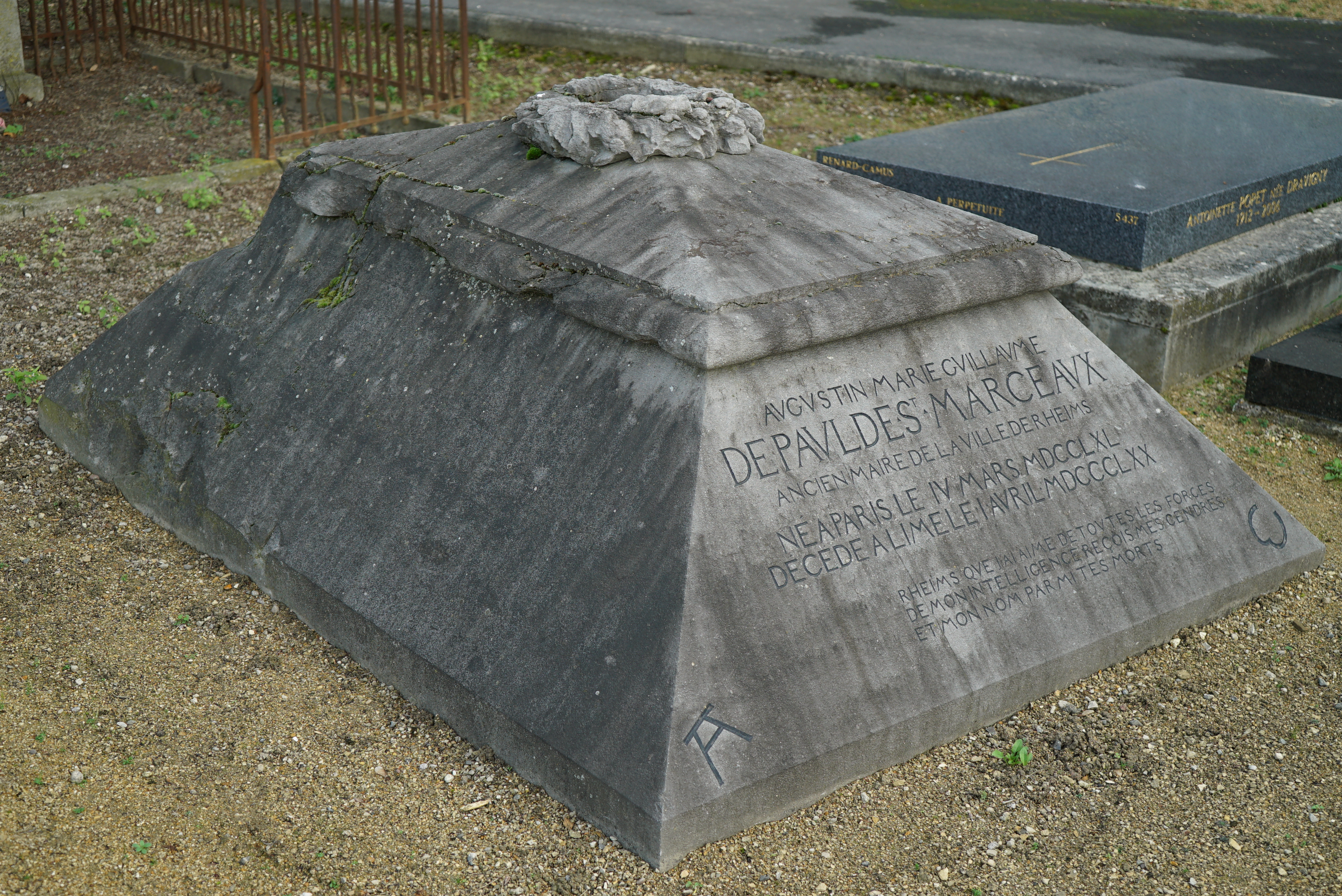
Sa tombe.